# Budynek Kasy Chorych w Warszawie
Budynek Kasy Chorych, właśc. budynek Ambulatorium Centralnej Dzielnicy Kasy Chorych m.st. Warszawy, także budynek Ubezpieczalni Społecznej – zabytkowy budynek znajdujący się przy ulicy Mariańskiej 1 róg ulicy Pańskiej w warszawskiej dzielnicy Śródmieście.

## Historia
Budynek został wzniesiony w latach 1924–1925 dla stołecznej Kasy Chorych w miejscu kamienicy z lat 60. XIX wieku, która znajdowała się u zbiegu ulic Mariańskiej i Pańskiej (nr 34). Powstał według projektu Henryka Juliana Gaya w stylu modernistycznego historyzmu, w formach neobaroku i neoklasycyzmu. Autorem detalu rzeźbiarskiego był prawdopodobnie Zygmunt Otto. Był to największy i najbardziej reprezentacyjny obiekt spośród kilku wybudowanych, przekształconych lub przejętych przez warszawską Kasę Chorych w latach 20. XX wieku.
Po przekształceniu w 1934 roku kas chorych w ubezpieczalnie społeczne budynek stał się siedzibą jednego z czterech obwodów leczniczych Ubezpieczalni Społecznej w Warszawie. Mieściła się w nim m.in. specjalistyczna przychodnia lekarska, pracownia analityczno-diagnostyczna i apteka.
W czasie obrony Warszawy, 9 września 1939 roku, do budynku przeniesiono Centralę Ubezpieczalni Społecznej. We wrześniu 1939 roku został on nieznacznie uszkodzony. 
W listopadzie 1940 roku budynek znalazł się na terenie getta. Stał się wtedy siedzibą żydowskiej Szkoły Pielęgniarek kierowanej przez Lubę Blum-Bielicką. Wraz z tzw. małym gettem został wyłączony z dzielnicy zamkniętej i włączony do „aryjskiej“ części miasta w sierpniu 1942 roku, w trakcie wielkiej akcji deportacyjnej.
W czasie powstania warszawskiego, od 3 sierpnia 1944 roku, w budynku mieścił się szpital powstańczy zgrupowania „Chrobry II”, zorganizowany przez dra Romana Bornsteina. Łóżka, narzędzia chirurgiczne oraz inne elementy wyposażenia na potrzeby nowo utworzonego szpitala przekazali właściciele przedsiębiorstwa Konrad, Jarnuszkiewicz i Spółka. W związku z rosnącą liczbą rannych liczbę miejsc w szpitalu zwiększono do 60–70, a później do około 150. 20 sierpnia 1944 roku szpital został zbombardowany przez Niemców i rannych przeniesiono m.in. do kamienicy przy ul. Złotej 22. Potem jednak wznowił działalność w pierwotnej lokalizacji i przyjmował rannych do kapitulacji powstania. Po kapitulacji stał się punktem zbiorczym dla rannych ewakuowanych z miasta.
W latach 1945–1946 uszkodzony w 1944 roku budynek – jedyny zachowany przy ulicy Mariańskiej – został wyremontowany. W 1947 roku wznowiły w nim działalność laboratorium analityczne i apteka. W 1948 roku w budynku otwarto Ośrodek Badań Chorób Zawodowych i Zakład Chirurgii Stomatologicznej.
W 1975 roku budynek został wpisany do rejestru zabytków nieruchomych. W latach 90. XX wieku umieszczono na nim tablicę upamiętniającą Lubę Blum-Bielicką i żydowską Szkołę Pielęgniarek.
W 2002 roku zarządca budynku, Samodzielny Publiczny Zespół Zakładów Opieki Zdrowotnej Warszawa Śródmieście, wystąpił o wykreślenie go z rejestru, uzasadniając to złym stanem stropów. Generalna konserwator zabytków nie wyraziła na to zgody.

## Architektura
Narożny, trzypiętrowy budynek składa się z dwóch skrzydeł frontowych i jednotraktowej oficyny północnej. Elewacje dzielą się na trzy segmenty: siedmioosiową fasadę od strony ulicy Mariańskiej, pięcioosiową od strony ulicy Pańskiej oraz trójosiowy segment narożny z zaokrąglonym narożnikiem na osi środkowej. Budynek został nakryty dwuspadowymi dachami.
W trójkątnym szczycie przebito oculus i umieszczono napis „Kasa Chorych” (zastąpiony w latach 30. napisem „UBEZPIECZALNIA SPOŁECZNA W WARSZAWIE”). W ozdobne kraty okienne parteru wpleciono monogramy „KCh” a nad drzwiami w narożniku umieszczono napis „APTEKA“.